# アンドレ・ウィルム
アンドレ・ウィルム （André Wilms, 1947年4月29日 - 2022年2月9日）は、フランス・ストラスブール出身の俳優である。

## 略歴
1947年にストラスブールで生まれ、1970年にテレビ映画に出演して俳優としてデビューした。
フィンランドの映画監督であるアキ・カウリスマキの作品の常連であり、彼が1992年にパリを舞台に製作した『ラヴィ・ド・ボエーム』でヨーロッパ映画賞の助演男優賞を受賞。同じくカウリスマキが監督した2011年の『ル・アーヴルの靴みがき』で同映画賞の主演男優賞にノミネートされた。なお、どちらの作品でも役名はマルセル・マルクスである。

## 主な出演作品
- 仕立て屋の恋 Monsieur Hire （1989年）
- 警視ランスキー/アメリカ・マフィアを撃て David Lansky:L'Enfant American （1989年）
- 僕を愛したふたつの国/ヨーロッパ ヨーロッパ Europa Europa （1990年）
- ラヴィ・ド・ボエーム La Vie de Bohème （1992年）
- レニングラード・カウボーイズ、モーゼに会う Leningrad Cowboys Meet Moses （1994年）
- 愛の地獄 L'Enfer （1994年）
- 白い花びら Juha （1999年）
- ブロセリアンドの魔物 Brocéliande （2002年）
- Ricky リッキー Ricky （2009年）
- ル・アーヴルの靴みがき Le Havre （2011年）
- シークレット・オブ・マイ・マザー　Americano （2011年）